# Lynda Morales
Lynda Morales est une joueuse portoricaine de volley-ball née le 20 mai 1988 à Glendale (Californie). Elle mesure 1,88 m et joue au poste de centrale. Elle totalise 47 sélections en équipe de Porto-Rico.

## Clubs
| Club                                    | De        | À         |
| --------------------------------------- | --------- | --------- |
| California State University, Northridge | 2007-2008 | 2009-2010 |
| Llaneras de Toa Baja                    | 2011-2011 | 2011-2011 |
| Mets de Guaynabo                        | 2012-2012 | 2013-2013 |
| Minas Tênis Clube                       | 2013-2014 | 2013-2014 |
| Beşiktaş İstanbul                       | 2014-2015 | 2014-2015 |
| Criollas de Caguas                      | avr 2015  | mai 2015  |
| RC Cola Raiders                         | mai 2015  | déc 2015  |
| Criollas de Caguas                      | jan 2016  | mai 2016  |
| Cignal HD Spikers                       | sept 2016 | déc 2016  |
| Criollas de Caguas                      | mars 2017 | mai 2017  |
| CS Volei Alba-Blaj                      | jan 2018  | mai 2018  |
| Valencianas de Juncos                   | jan 2019  | …         |

## Palmarès

### Équipe nationale
- Jeux d'Amérique centrale et des Caraïbes
  - Finaliste: 2014.
- Coupe panaméricaine
  - Finaliste : 2016.

### Clubs
- Championnat de Porto Rico
  - Vainqueur : 2015, 2016, 2017.
- Championnat de Roumanie
  - Finaliste : 2018.
- Coupe de Roumanie
  - Finaliste : 2018.
- Ligue des champions
  - Finaliste: 2018.

### Distinctions individuelles
- Championnat d'Amérique du Nord de volley-ball féminin 2015: 2e meilleure centrale[1].